# 캄에어
캄에어(영어: Kam Air, 페르시아어: کام ایر)는 아프가니스탄의 항공사이며, 허브 공항은 카불 국제공항을 사용하고 있다.

## 운항 노선
- 2021년 3월 기준으로 캄에어는 다음과 같이 운항 하고 있다.

### 코드셰어 협정
- 캄에어는 다음과 같은 항공사와 코드쉐어 협정을 체결하고 있다.

| - 에어 아라비아 |

### 인터라인 협정
- 캄에어는 다음과 같은 항공사와 인터라인 협정을 체결하고 있다.

| - 에어 인디아 - 플라이나스 - 말레이시아 항공 - 사우디아 - 터키항공 - 비스타라 항공 |

## 보유 기종
- 2020년 11월 기준으로 캄에어는 다음과 같이 보유 하고 있다.

### 퇴역 기종
- 맥도널 더글러스 MD-82 1대

## 사건 및 사고
- 캄에어 904편 충돌 사고

## 사진

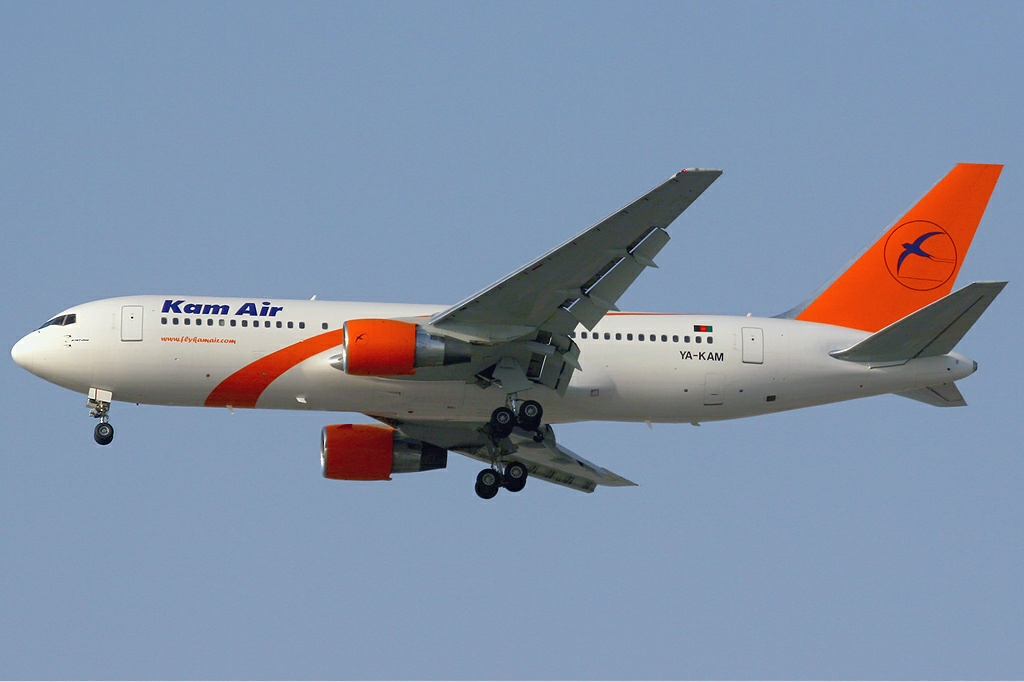
캄에어의 보잉 767-200
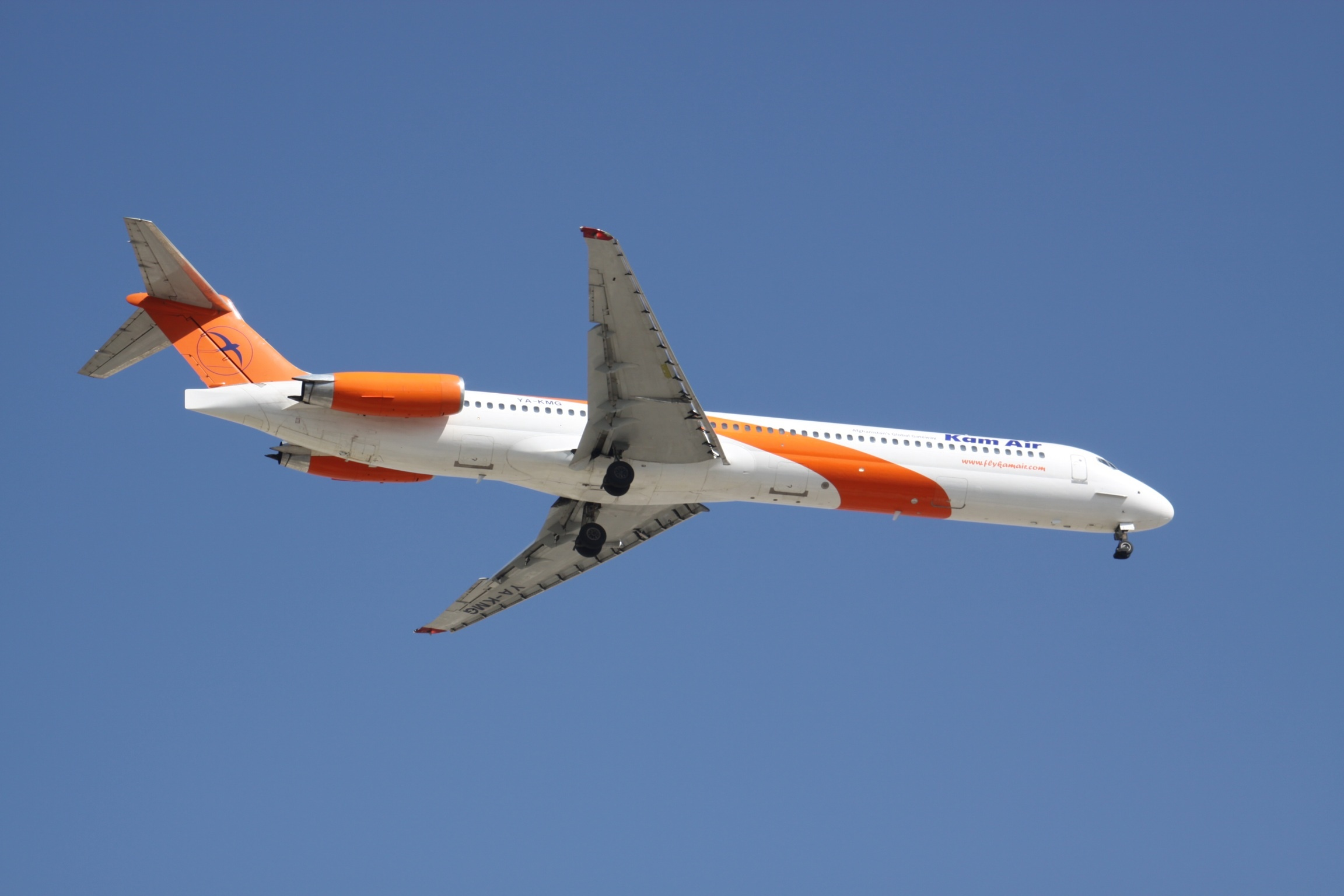
캄에어의 맥도널 더글러스 MD-83